# Rally Cross
Rally Cross is een videospel voor het platform Sony PlayStation. Het spel werd uitgebracht in 1997. In 1998 werd het vervolg op dit spel uitgebracht genaamd Rally Cross 2.

## Platforms
| Jaar | Platform           |
| ---- | ------------------ |
| 1997 | PlayStation        |
| 2007 | PSP, PlayStation 3 |
| 2011 | Android            |
| 2012 | PS Vita            |

## Ontvangst
| Beoordeeld door       | Platform    | Datum         | Score |
| --------------------- | ----------- | ------------- | ----- |
| Absolute Playstation  | PlayStation | maart 1997    | 90%   |
| Play Magazine         | PlayStation | 1997          | 89%   |
| The Video Game Critic | PlayStation | 15 maart 2008 | 83%   |
| All Game Guide        | PlayStation | 1999          | 80%   |
| GameSpot              | PlayStation | 6 maart 1997  | 77%   |
| NowGamer              | PlayStation | 17 juli 1997  | 67%   |